# Zingiber spectabile
Zingiber spectabile là một loài thực vật có hoa trong họ Gừng. Loài này được William Griffith (1810-1845) miêu tả khoa học đầu tiên, trong Notulæ ad Plantas Asiaticas do John McClelland (1805-1883) thu xếp in ấn năm 1851.

## Tên gọi thông thường
Tên gọi thông thường:
- Tại Malaysia: tepus tanah, tepus tunduk, tepai, tepus halia, lingkanang, cadak.
- Tại Thái Lan: changoe, dakngoe.
- Trong tiếng Anh: beehive ginger,[1] nghĩa là gừng tổ ong.

## Mẫu định danh
Mẫu định danh: Griffith W. 5762; do William Griffith thu thập tại khu vực Malacca, Malaysia bán đảo, ở tọa độ khoảng 2°15′0″B 102°15′0″Đ / 2,25°B 102,25°Đ. Mẫu lectotype lưu giữ tại Vườn Thực vật Hoàng gia tại Kew (K). Baker (1892) còn đề cập tới mẫu Maingay 1567 tại K, trong khi Ridley (1899) và Schumann (1904) đề cập tới các mẫu King's Sammler 3205 và Curtis 1978.

## Từ nguyên
Tính từ định danh spectabile (giống đực / giống cái: spectabilis) là tiếng Latinh, nghĩa là đáng chú ý, đáng ngưỡng mộ, trứ danh, tráng lệ, đẹp mắt, có thể thấy; ở đây là để nói tới các cành hoa bông thóc với màu sắc đẹp của loài này.

## Phân bố
Loài này là bản địa khu vực từ miền nam Thái Lan tới Malaysia bán đảo, nhưng đã du nhập vào khu vực quần đảo Andaman và Nicobar (Ấn Độ), các đảo Java và Sumatra (Indonesia) cũng như quần đảo Chagos trên Ấn Độ Dương. Môi trường sống là rừng, thường thấy ở cao độ tới 400m, nhưng cũng có thể gặp ở cao độ tới 660 m (mẫu Droop A.J., Nurainas, Ardi W.H. & Anggaro A. 131 thu thập ngày 14 tháng 8 năm 2009 tại Sumatra).

## Phân loại
Baker (1892) và Schumann (1904) xếp Z. spectabile trong tổ Lampugium / Lampuzium (= tổ Zingiber).

## Mô tả
Thân cao 2,1 m, mập, dày khoảng 1,3 cm, nhẵn nhụi, hơi dẹt. Lá ~25, xếp thành gần như hai dãy; bẹ chẻ; lưỡi bẹ nguyên tới 2 thùy, thuôn tròn tới tù, nhẵn nhụi, mỏng, dạng màng, dài 6–7 mm. Phiến lá gần như không cuống, thẳng-hình mác tới thuôn dài-hình mác, 20-30 × 5–10 cm, đỉnh nhọn thon, màu xanh xám tới xanh lục xỉn mặt trên, mặt dưới thưa lông dài áp ép, nhạt màu hơn. Cán hoa mập, cao 30–45 cm, bẹ che phủ hoàn toàn; bẹ dạng vảy, màu xanh lục, hình elip, tù, nhẵn nhụi, đỉnh hầu như không xếp lợp. Cành hoa bông thóc thuôn dài-hình trụ, đỉnh thuôn tròn, dài khoảng 15-23(-30) cm, đường kính 6–7 cm, hình trứng thuôn dài. Lá bắc lớn, cứng, hình trứng tới gần tròn, 2,5-3,8 cm, thuôn tròn, từ dạng như sụn tới gần như da, ban đầu màu vàng (đôi khi ánh xanh lục) sau trở thành da cam tới đỏ tươi với mép màu nâu ánh đỏ, uốn ngược, tù, đỉnh uốn ngược, như bờ viền. Hoa 1, được bao bọc trong lá bắc nhọn ở phía sau xoắn lại. Đài hoa dạng mo, gần tù, chẻ ngắn, dài 3,5-3,8 cm, có sọc, màu trắng. Ống tràng dài 3,8 cm; các thùy tràng hình mác nhọn, màu trắng ánh vàng; thùy tràng lưng dài 3,8 cm, rộng 1,3 cm, lõm sâu; các thùy tràng bên hẹp hơn, hợp sinh với nhau tới 1/2 chiều dài tại đáy và hợp sinh với cánh môi. Cánh môi 3 thùy, rộng, hơi ngắn hơn cánh hoa, mép khía răng cưa; các thùy bên hình tai tới hình trứng, khoảng 2 lần ngắn hơn thùy giữa, rộng, thuôn tròn; thùy giữa hình trứng ngược, chẻ đôi ngắn tại đỉnh, đáy và phần giữa cánh môi có gờ dày, màu vàng chanh lốm đốm màu từ tía sẫm tới gần như đen ở đỉnh. Nhị dài gần bằng cánh môi. Bao phấn rộng, mọng, màu vàng hoàng thổ; phần phụ dài, cong, nhọn, màu tía. Đầu nhụy hình elip, viền xung quanh là các nhú trong suốt. Quả nang không cuống, dài 2,3 cm, đỉnh có lá bắc màu ánh đỏ xoắn lại, mặt ngoài nhầy, ép thuôn dài. Hạt màu đen tới đen bóng, đỉnh 3-5 phần; áo hạt màu trắng, xé rách. Ra hoa tháng 7-9, tạo quả tháng 11.

## Sử dụng
Được trồng ở nhiều nơi trên thế giới làm cây cảnh.

## Hình ảnh

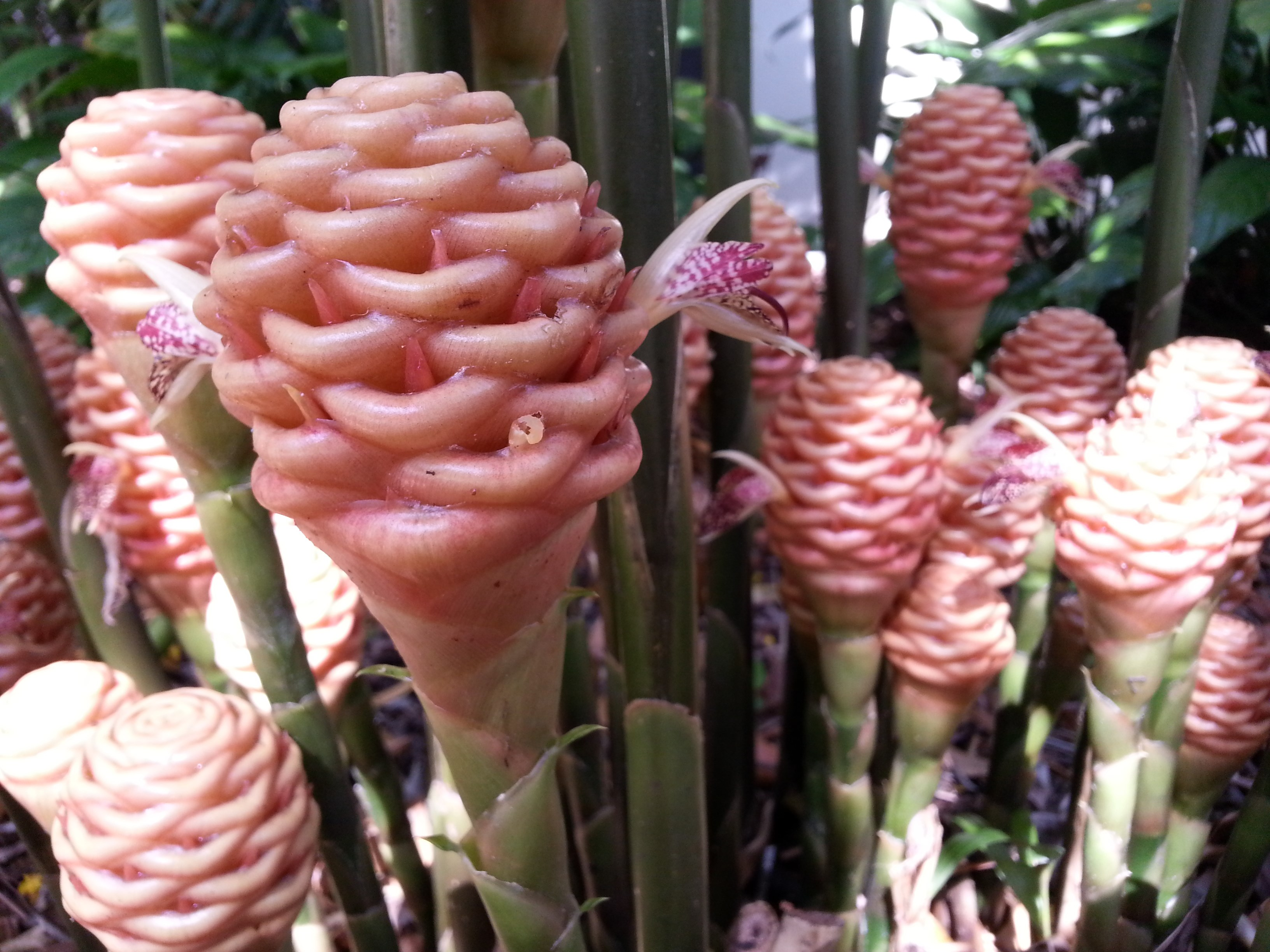
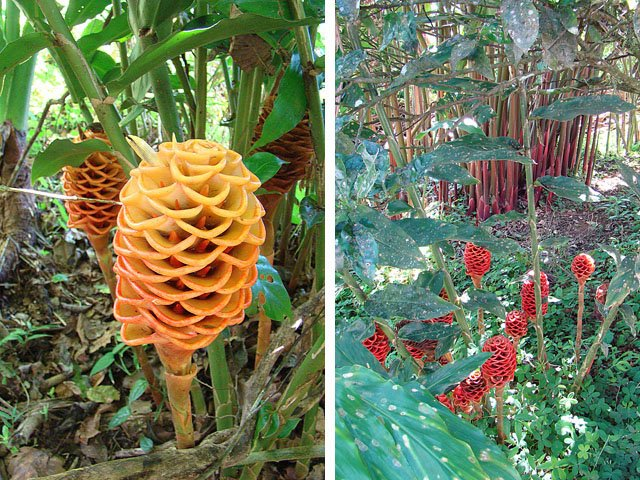
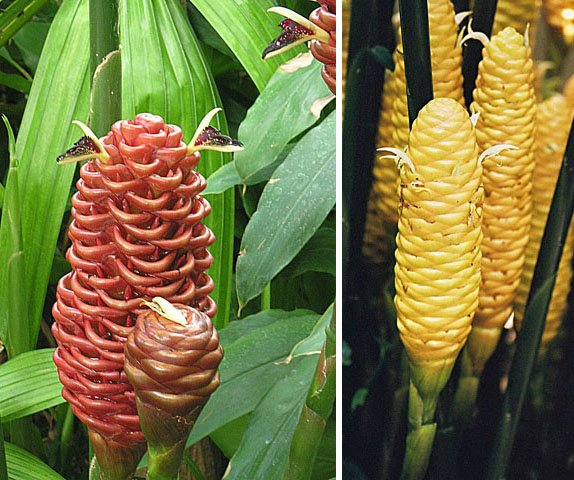
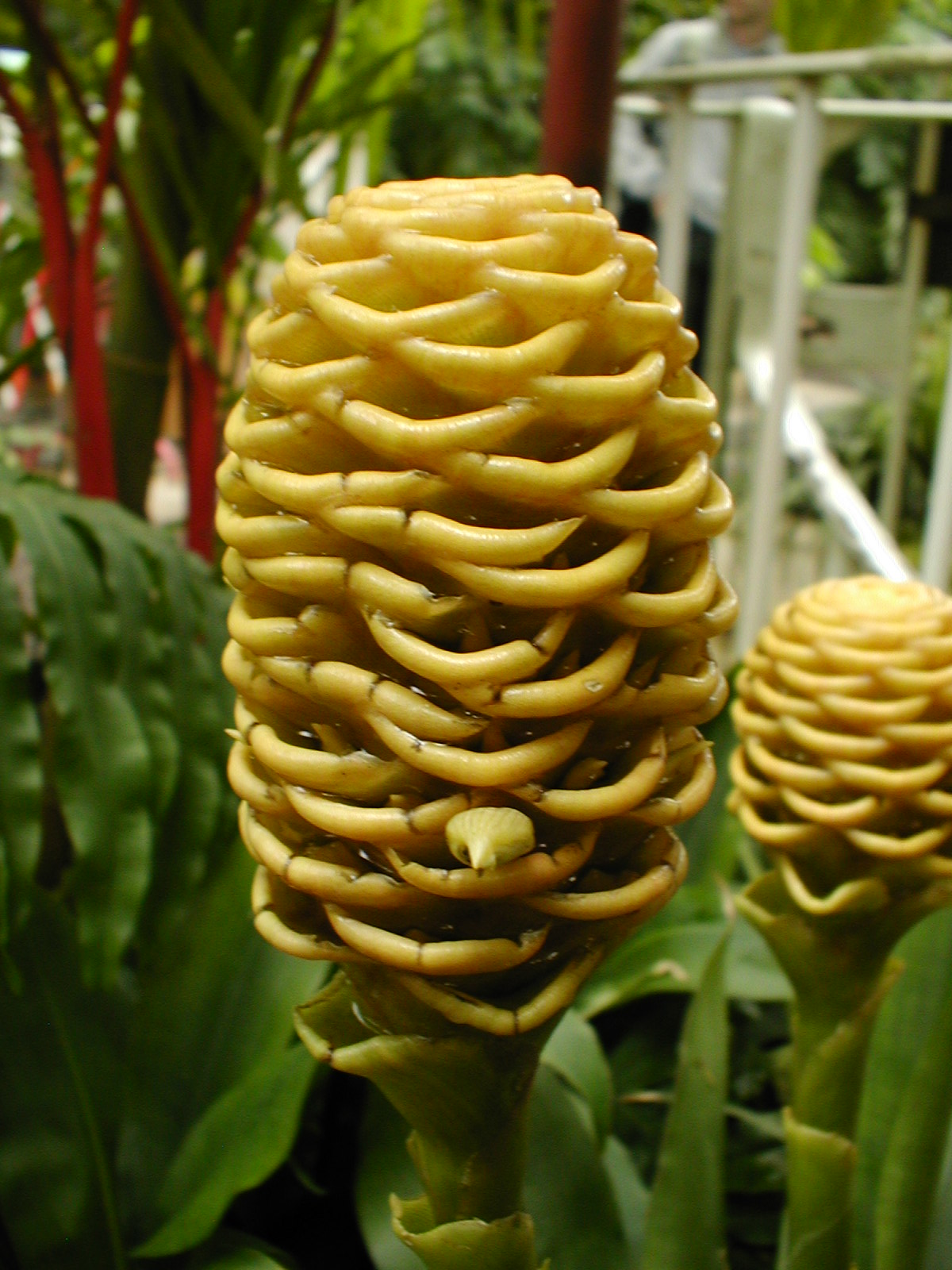